# Irena Trapszo
Irena Trapszo-Chodowiecka (sinh ngày 16 tháng 2 năm 1868 tại Kalisz, mất ngày 8 tháng 4 năm 1953 tại Lviv) là diễn viên sân khấu người Ba Lan. Bà còn là nghệ sĩ ngâm vịnh và giáo viên tại Trường kịch nghệ Lviv.

## Tiểu sử
Irena Trapszo là con gái của Anastaze và Anna Eugenia Valeria. Bà Là đứa con ngoài giá thú. Khi còn nhỏ, Irena Trapszo biểu diễn cùng ban nhạc của cha mình ở tỉnh. Sau khi mẹ qua đời, bà đến Warszawa. Ở đó, bà biểu diễn trong các nhà hát chính phủ thủ đô, chẳng hạn như Nhà hát Rozmaitosci và Nhà hát Mùa hè. Năm 1907, Irena Trapszo chuyển đến Lvov và làm diễn viên của Nhà hát Thành phố. Năm 1927 bà nghỉ hưu.
Em gái của Irena Trapszo là Tekla. Chồng bà là Edward Chodowiecki (cưới năm 1893). Bà qua đời vào năm 1953, thi hài được chôn cất tại Nghĩa trang Lychakiv ở thành phố Lviv.

## Biểu diễn trên sân khấu
- 1894 - Grube ryby, Teatr Rozmaitości ở Warszawa
- 1910 - Złote kajdany (Chiếc còng vàng), Nhà hát thành phố Lviv
- 1912 - Nerwowa awantura, Nhà hát thành phố Lviv
- 1915 - Natręci, Nhà hát thành phố Lviv